# 広谷鏡子
広谷 鏡子（ひろたに きょうこ、1960年12月17日 - ）は、日本の小説家。

## 経歴
香川県丸亀市生まれ。香川県立丸亀高等学校、早稲田大学第一文学部文芸科卒業後、NHKに入局。NHK放送文化研究所専任研究員などを務める。1995年、「その如月の望月のころ」（「不随の家」と改題）で第19回すばる文学賞受賞、1997年、「げつようびのこども」で第118回芥川賞候補。
丸亀市文化観光大使。文楽好きであり、同じく文楽愛好家である歌人・松平盟子が主宰する短歌誌「プチ☆モンド」に連載を持つ。

## 著書
- 『不随の家』集英社 1996.1 のち文庫
- 『げつようびのこども』集英社 1998.3
- 『恋する文楽』洋泉社 1999.9 のちちくま文庫
- 『花狂い』角川春樹事務所 2002.11 のち文庫
- 『心のかけら』角川春樹事務所  2005.6
- 『六月の海を泳いで』小学館 2007.4
- 『胸いっぱいの愛を』徳間書店 2012.2　改題「ヒット・エンド・ラン」徳間文庫
- 『湘南シェアハウス』角川春樹事務所 2014.4
- 『シャッター通りに陽が昇る』集英社文庫 2015.12